# 盖巴利
盖巴利，又称凯巴利，阿塞拜疆共和国舒沙区的一个村庄，实际上已被未受广泛承认的阿尔察赫共和国占据。

## 地名语源
盖巴利村最早是由来自南阿塞拜疆霍伊地区（今伊朗西阿塞拜疆省霍伊县）的盖贝利（‎或‎）的移民建立的。根据《阿塞拜疆地名百科辞典》，其地名可能与同名族群有关。

## 历史
根据1856年高加索年鉴资料，盖巴利村（Ղայբալիքէնդ，也可译为“盖巴利肯德”）属沙马基省车里雅拜尔特地区，居民为亚美尼亚人。1867年开始，该村属伊莉莎白波爾省舒沙县。根据1897年人口普查数据，该村有381名亚美尼亚族居民和133名被称为“鞑靼人”的阿塞拜疆族居民。
1919年6月4日至5日，舒沙及其周边地区的亚美尼亚人与库尔德人、阿塞拜疆人发生武装冲突。英国占领军任命的卡拉巴赫和赞杰祖尔总督库斯洛夫伯克·苏丹诺夫带领阿塞拜疆士兵和库尔德非正规军洗劫并焚毁了亚美尼亚人村庄盖巴利。根据一名英国军事代表团代表称，盖巴利村的700名居民中，只有11名男子和87名妇女儿童幸免于难，史称“盖巴利肯德大屠杀”。1921年，盖巴利幸存居民迁居到汉肯德。在苏联时期，该村居民以阿塞拜疆族为主。
第一次纳戈尔诺-卡拉巴赫战争中，该村被亚美尼亚军队占领，自1992年以来，该村所在区域一直处于未被承认的纳戈尔诺-卡拉巴赫共和国（阿尔察赫共和国）的控制之下，属舒沙区。

## 地理
盖巴利村地处卡爾卡爾河上流支流哈尔法利河的河畔的山坡上，所在的山坡属于卡拉巴赫山脉。